# Stazione di Venosa-Maschito
La stazione di Venosa-Maschito è stata una stazione ferroviaria a servizio dei comuni di Venosa e Maschito, ubicata lungo la ferrovia Rocchetta Sant'Antonio - Gioia del Colle.

## Dati ferroviari
La stazione disponeva di un fabbricato viaggiatori chiuso al pubblico, che ospita, le banchine. Le condizioni di conservazione e manutenzioni sono assenti, vi è pericolo di crolli.
Era dotata di tre binari passanti utilizzati per il servizio viaggiatori.

## Movimento passeggeri e ferroviario
Nella stazione fermavano solo  treni regionali per Gioia del Colle, Rocchetta Sant'Antonio e Foggia. Da dicembre 2011 l'intera tratta è stata chiusa e autosostituita.

## Servizi
La stazione non dispone di alcun servizio.